# Концептуализъм
 Тази статия е за течение във философията.  За течението в историята на изкуството вижте Концептуално изкуство.  
Концептуализъм е философско направление на средновековната схоластика, което приема, че общите понятия за нещата (универсалиите) не могат да съществуват реално, както приема реализмът, но не са и названия, присъстващи единствено в езика, както смятат представителите на  номинализма, а имат реалност само в ума, като мисловни построения, концепти.

## Представители
- Пиер Абелар